# 不滅
| ウィキペディアには「不滅」という見出しの百科事典記事はありません（タイトルに「不滅」を含むページの一覧/「不滅」で始まるページの一覧）。 代わりにウィクショナリーのページ「不滅」が役に立つかもしれません。 |